# 小行星12237
小行星12237（12237 Coughlin）是一颗绕太阳运转的小行星，为主小行星带小行星。该小行星于1987年4月23日发现。

## 轨道参数
小行星12237的轨道半长轴为2.2933238 UA，离心率为0.200。